# U.S. Borgo a Buggiano 1920
Unione Sportiva Borgo a Buggiano 1920 là một câu lạc bộ bóng đá Ý có trụ sở tại Borgo a Buggiano, một frazione của Buggiano, Tuscany.

## Lịch sử
Câu lạc bộ được thành lập vào năm 1920.
Borgo a Buggiano đã giành chiến thắng ở bảng D mùa giải Serie D 2010-11 và lần đầu tiên được thăng hạng Lega Pro Seconda Divisione.

## Giải thể và cải cách sau này
Vào cuối mùa giải 2012-13 Lega Pro Seconda Divisione, câu lạc bộ đã kết thúc ở vị trí thứ chín trong bảng B, nhưng sau đó họ đã tự nguyện từ bỏ thi đấu trong mùa giải tiếp theo. Kết quả là, họ đã giải thể. Nhưng sau đó họ đã cải tổ và tham gia mùa giải 2013-14 Terza Cargetoria.

## Màu sắc và huy hiệu
Màu của đội là màu xanh nhạt.